# 英國的構成國

英國的構成國包括英格蘭、蘇格蘭、威爾士及北愛爾蘭。在單一制主權國家的英國內部，蘇格蘭、威爾士和北愛爾蘭透過權力下放獲得了一定程度的自主權。每個構成國雖然不在國際標準化組織的列表中，但由於列表中英國的分支為英國標準和英国國家統計局所提供，因此英格蘭、蘇格蘭和威爾士也分別被稱做一個「國」，而北愛爾蘭在表中則被稱做一個「省份」。英國國會和英國政府為蘇格蘭和北愛爾蘭處理保留事項，為威爾士處理非轉移事項，而一般事項則由蘇格蘭議會、威爾斯議會和北愛爾蘭議會處理。

## 主要資料
| 名稱     | 旗幟      | 首府       | 立法議會     | 法律制度                  | 人口（2018） |
| -------- | --------- | ---------- | ------------ | ------------------------- | ------------ |
| 英格兰   |           | 伦敦       | 英国国会1    | 英格蘭法                  | 5,598万      |
| 蘇格蘭   |           | 爱丁堡     | 蘇格蘭議會   | 蘇格蘭法                  | 545万        |
| 威爾斯   |           | 加的夫     | 威爾斯議會   | 英格蘭法与 威爾士法       | 313万        |
| 北爱尔兰 | 官方暫無2 | 贝尔法斯特 | 北愛爾蘭議會 | 北愛爾蘭法与 愛爾蘭土地法 | 188万        |

1 英格蘭沒有自己的立法機關，在1707年英格蘭王國和蘇格蘭王國聯合爲大不列顛王國後，英格蘭議會和苏格兰王国议会組成了大不列顛王國國會。
2北愛爾蘭目前沒有自己的旗幟，自1972年原北爱尔兰议会被取消後，便沒有代表自己的政府旗幟。原北爱尔兰议会被取消前使用红手旗

## 用語
各種用來形容不列颠群岛中大不列颠岛、愛爾蘭以及其周邊島嶼的地理性與政治性（有時重疊）區域的用語容易混淆不清，造成这种情况的主要原因是岛内的政治局面、政权组成历史上多次发生变化，其它原因还有這些實際使用用語之間的相似性，以及日常使用習慣上的不嚴謹。 